# Paul E. Trimble
Paul Edwin Trimble (Agenda (Kansas), 24 de marzo de 1913-Palm Harbor, 16 de noviembre de 2005) fue un vicealmirante estadounidense. 

## Biografía
Nació en Agenda, Kansas y se crio en Milaca, Minnesota. Trimble obtuvo un bachelor of Science en la Academia de la Guardia Costera de Estados Unidos en junio de 1936 y después recibió una maestría en Administración de Empresas con Distinción en la Escuela de negocios Harvard en junio de 1942. Estuvo vinculado a la Guardia Costera de Estados Unidos y ejerció como décimo vicecomandante de 1966 a 1970.